# Niederorke
Niederorke is een deel van de gemeente Vöhl in het district Waldeck-Frankenberg in Duitsland.
Niederorke ligt aan de Uerdinger Linie, in het traditionele hessische dialectgebied.
Niederorke ligt in het district Waldeck, niet ver van Oberorke.